# 熊谷家真
熊谷 家真（くまがい さねいえ、生没年不詳）は、平安時代末期から鎌倉時代前期の武士。熊谷直実の庶子で通称は四郎。また、熊谷直国の実父と推測される人物で、安芸熊谷氏の直接の先祖の可能性がある人物である。
その実在を示す唯一の文書である「建久弐年参月一日僧蓮生熊谷直実譲状」（『熊谷家文書』第一号文書）に追記で記された振り仮名が「さねいゑ」であるため、正しい表記は真家もしくは実家であった可能性が高いが、本項目では唯一検証可能な表記である「家真」「さねいえ（＝さねいゑ）」で統一する。

## 「建久弐年参月一日僧蓮生譲状」
熊谷四郎こと家真の存在を示す現存する唯一の文書は建久2年3月1日（1191年3月27日）に蓮生（熊谷直実）が作成した下記の譲状である。
この文書は直実自筆の文書として、直実の子孫である安芸熊谷氏に伝えられたものであるが、この文書については長年偽文書の疑いが付きまとっていた。
その理由として、以下の理由が挙げられる。
1. この譲状の宛先となっている「家真」という人物は現存する熊谷氏の系譜には現れない人物である[4]。
2. 『熊谷氏文書』には後人による竄入の痕跡が認められるものがあるが、本文書にも「さねいゑ」という竄入の痕跡がある[5]。
3. 『吾妻鏡』には建久3年11月25日（1192年12月31日）に熊谷直実は源頼朝の御前で行われた義理の伯父である久下直光との訴訟の席にて、梶原景時による訴訟の不正を疑って憤激してその場で髻を切って出奔しそのまま出家した事件が記されているが、この文書ではその1年半以上も前に出家後の法名である「蓮生」を名乗っており、史実と矛盾する[6][7]。

以上の状況から、昭和12年（1937年）に『大日本古文書』に『熊谷家文書』が所収された際にも「コノ文書、原本ヲ検スルニ、当時ノモノニアラズ、但、鎌倉時代ヲ降ラザル時ノモノナルベシ」との按文が付けられた。なお、鎌倉時代を降らないとされたのは、鎌倉時代中期の安芸熊谷氏当主である熊谷直時が弘長3年（1263年）に作成した置文にこの譲状の存在について触れているためである。
ところが、赤松俊秀は『大日本古文書』が出された後に京都の清凉寺から直実自筆の「誓願状（置文）」・「夢記」が発見されていることを指摘した上で、譲状の花押と夢記の花押が一致することを確認して現存の譲状は直実直筆の譲状であると主張したが、学界では『吾妻鏡』・『大日本古文書』按文と対立する赤松説は疑問視されていた。その後、林譲が赤松説を再検証して同説を追認した上で、これまで竄入の疑いが持たれていた「さねいゑ」の4文字について、清凉寺の誓願状・夢記に記された「さ」「ね」「い」「ゑ」の4文字と比較して両方の文字が合致することを指摘し、「さねいゑ」の4文字を加えたのは誓願状・夢記の筆者――熊谷直実本人と断定して、譲状本文も直実直筆によるものとみるべきであると結論付けた。これによって直実が出家したのは、『吾妻鏡』が伝える建久3年11月25日ではなく、建久2年3月1日以前であると考えられるようになった。

## 譲状と熊谷氏の系譜との矛盾
譲状が直実直筆による正本と結論付けられたことで、直実が嫡男の熊谷直家の同意を得て本拠地である武蔵国大里郡熊谷郷の所領を四郎家真に譲ったことが明らかになったが、鎌倉時代後期には熊谷郷は直家の子孫とされている安芸熊谷氏に継承されており、熊谷直満の時代に同地の年貢を巡る訴訟の当事者になっていることが『熊谷家文書』の他の文書から確認できる。安芸熊谷氏の現存する系譜では直実 - 直家 - 直国 - 直時 - 直高 - 直満と継承されたとされている。錦織勤は譲状を直実自筆ではないとしつつも熊谷郷の状況を伝える他の文書との矛盾がないことから内容を偽作したとまでは言えないとする立場（錦織論文は林論文以前の発表）から、直家から直国への継承を証明する文書が存在しないのに、家真の子孫に継承されるべき文書が残っていることを指摘し、直国は直家の子ではなく家真の子であったとする説を唱えた。柴﨑啓太は直国を家真の子とする錦織の説を支持すると共に直満の時代の年貢を巡る訴訟で対立相手方（熊谷氏の一族）から近江熊谷氏の熊谷直忠が熊谷氏の惣領であると述べている事実に注目し、熊谷直実の嫡男である直家の子孫、すなわち熊谷氏の惣領家は近江熊谷氏であるとする説を唱えた。高橋修は近江熊谷氏の熊谷景貞を承久の乱で朝廷側についた直家の嫡男であると伝える熊谷氏の系譜があることに注目し、承久の乱の結果として朝廷側についた直家の子孫は廃嫡されて近江熊谷氏となり、幕府側について戦死した直国の子孫が新たに取り立てられたとする説を唱え、更に後世になって系図の書き換えが行われたとしている（熊谷氏の系図については、中世後期の系譜にも問題がありそちらの書換も指摘する見解もある）。なお、家真もしくはその子孫の夭折によって熊谷郷が惣領家に返されたと考えれば、直国を直家の子とする現存の系譜でも説明が可能とする見方もあるが、それについては安芸熊谷氏が直家の子孫であれば、直実から直家への譲状や直家から直国への譲状が現存せずに直実から家真への譲状が残されている説明が困難であるとの反論がある。
いずれにしても、家真について分かっている事績は熊谷郷を直実から譲り受けたという点と柴﨑が指摘した『吾妻鏡』元暦4年12月7日条に登場する「熊谷四郎」が家真とする推測以外、その没年や詳細な経歴については全く不詳のままである。